# Oberschule Weinböhla
Die Oberschule Weinböhla (ehemals Mittelschule Weinböhla oder Ernst-Thälmann-Oberschule) ist eine öffentliche Oberschule im sächsischen Weinböhla. Das Schulgebäude steht unter Denkmalschutz.

## Geschichte

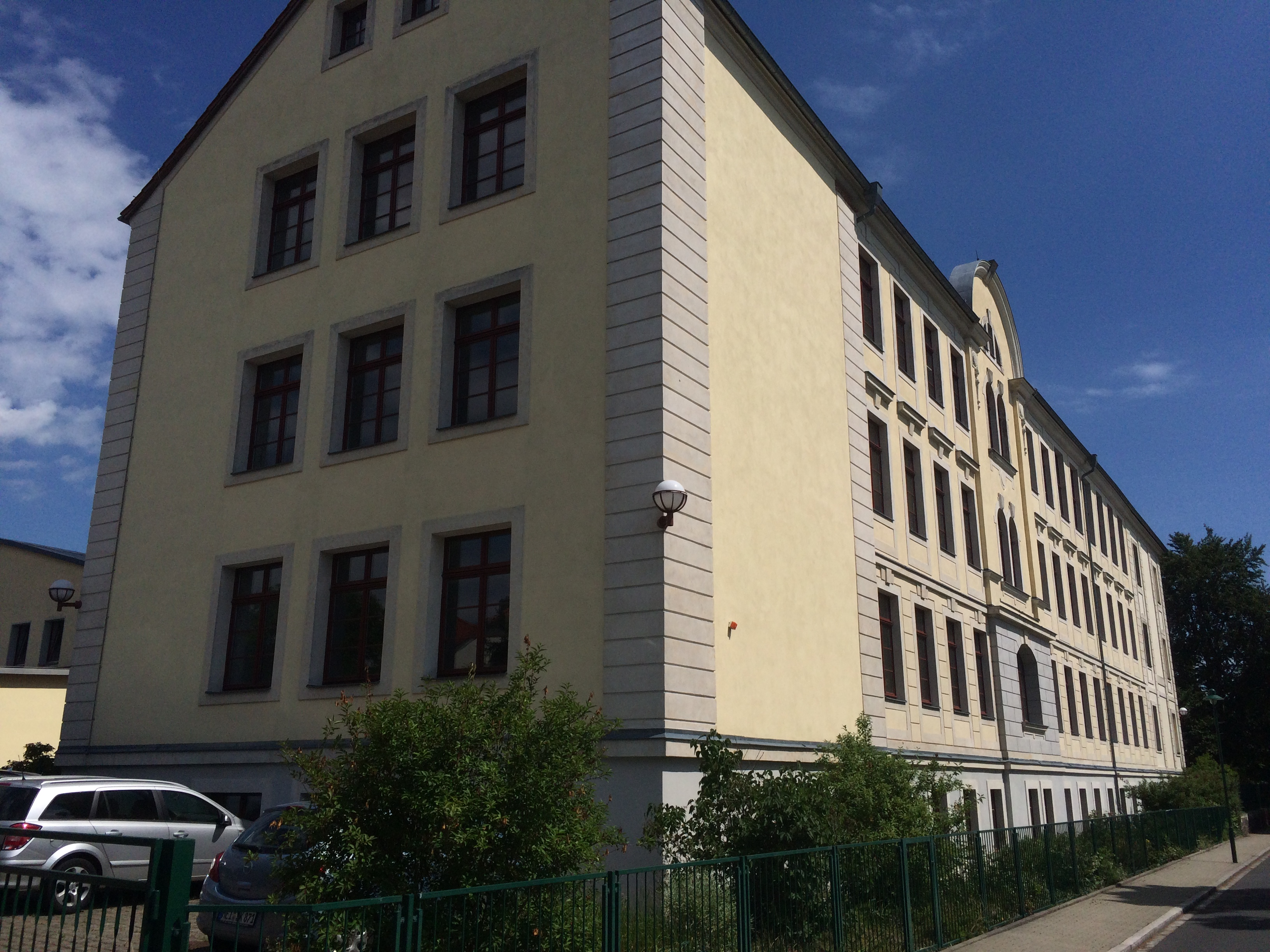
Westflügel

Die Schule wurde von 1897 bis 1898 für etwa 150.000 Mark (heute etwa 1.300.000 Euro) erbaut. Der erste Schulleiter war Ludwig Curt Alfred Layritz. Die Schülerzahl betrug zur Eröffnung etwa 700 Schüler. In den ersten zehn Jahren nahm die Schülerzahl rasant zu, was dazu führte, dass 1908 bereits für 100.000 Mark (heute etwa 700.000 Euro) der Westflügel angebaut wurde, in dem die bis heute dort noch genutzte Aula im zweiten Stock entstand. Außerdem kamen zehn neue Schulzimmer durch den Westflügel hinzu.
Im Jahr 1909 belief sich die Schülerzahl auf knapp 1200, für die 20 Lehrkräfte zuständig waren.
Ein Jahr nach dem 100-jährigen Schuljubiläum 1998, starteten umfangreich Sanierungsmaßnahmen in großen Teilen der Schule. Um weiterhin Unterricht halten zu können, wurde die Sanierung in drei Bauabschnitten verteilt. Im Zuge der Sanierungsmaßnahmen wurden moderne Fachräume für die Naturwissenschaften Chemie, Biologie und Physik eingerichtet, darüber hinaus entstanden Hauswirtschaftsräume, ein Musikraum, ein Technikraum und ein Klettergerüst. Die Sanierungsarbeiten wurden mit Unterbrechungen erst 2009 fertiggestellt.
Ab dem Schuljahr 2013/14 wurde die Schule im sächsischen Schulsystem eine Oberschule.

## Schulpartnerschaft
Seit 2009 besteht eine aktive Schulpartnerschaft zwischen der Oberschule Weinböhla und dem Gymnasium der polnischen Gemeinde Granowo. Jedes Jahr findet ein einwöchiger Schüleraustausch zwischen den beiden Schulen statt, wobei die beiden Schulen sich jedes Jahr bezüglich der Entsendung und Beherbergung der Schüler abwechseln.